# Astene
Astene és un nucli del municipi de Deinze a la província de Flandes Oriental a la regió flamenca de Bèlgica a la riba esquerra del riu Leie. L'1 de gener de 1978 fusionà amb Deinze. El 2009 tenia 4899 habitants per a una superfície de 954 hectàrees.

Situació de Astene dins del municipi de Deinze

Es van trobar restes de sepulcres gal·loromans i traces de l'ocupació romana. Els esments escrits Athenneria (856) a una acta de l'abadia de Sant Pere de Gant o Villa Hachtina (Acte de l'abadia de Bavó de Gant) de 967 es refereixen molt probablement al poble. Sota l'antic règim formava part de la castellania de Kortrijk. El creixement lineal del poble va començar després de la construcció de la carretera N43 de Gant a Kortrijk. La construcció del ferrocarril un segle més tard va contribuir a la industrialització de l'indret.

## Llocs d'interès
- Castell d'Astene
- La resclosa al riu Leie (monument llistat)
- L'antic Leie (un meandre abandonat)

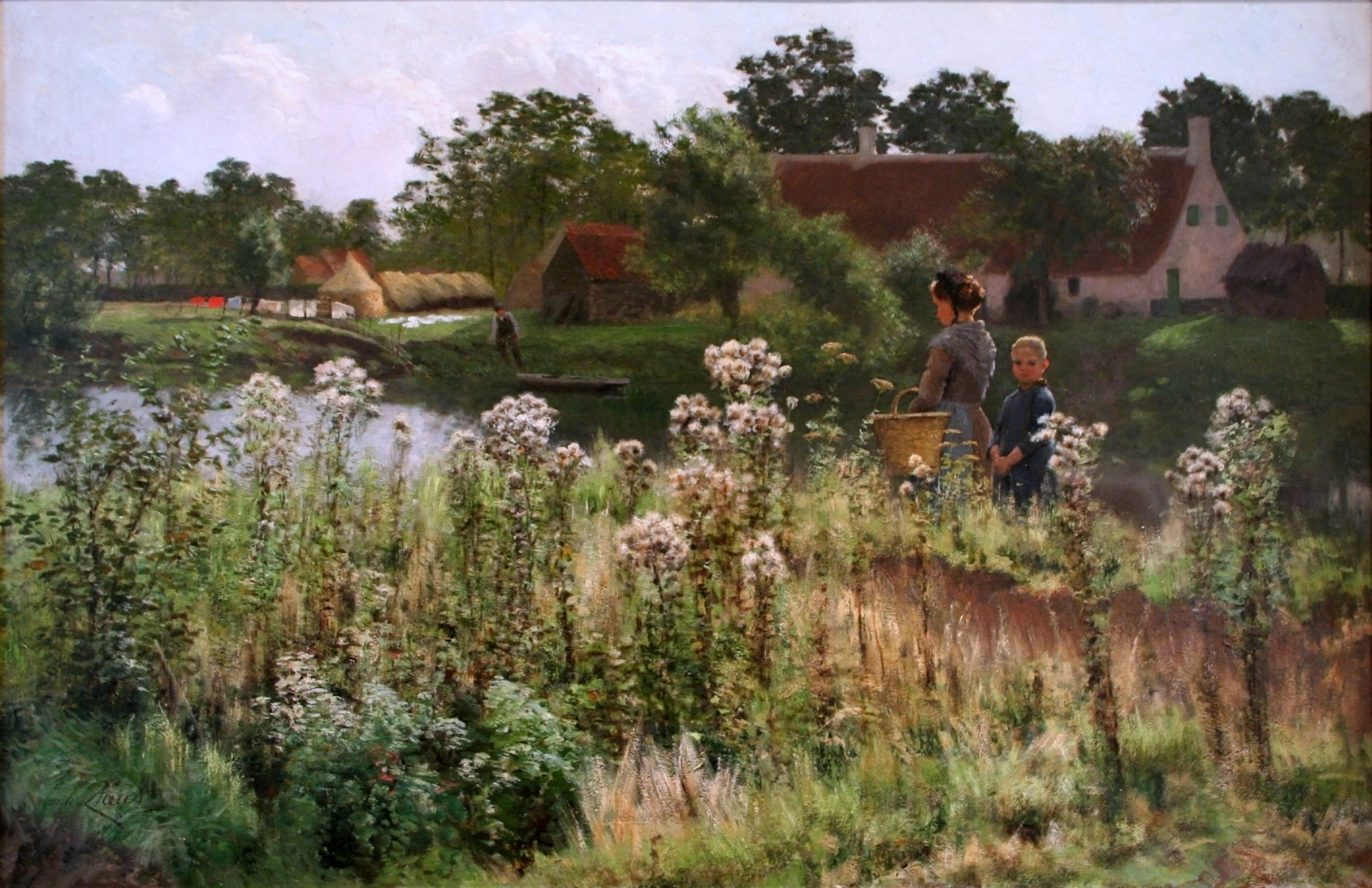
El Leie a Astene pintat per Emile Claus
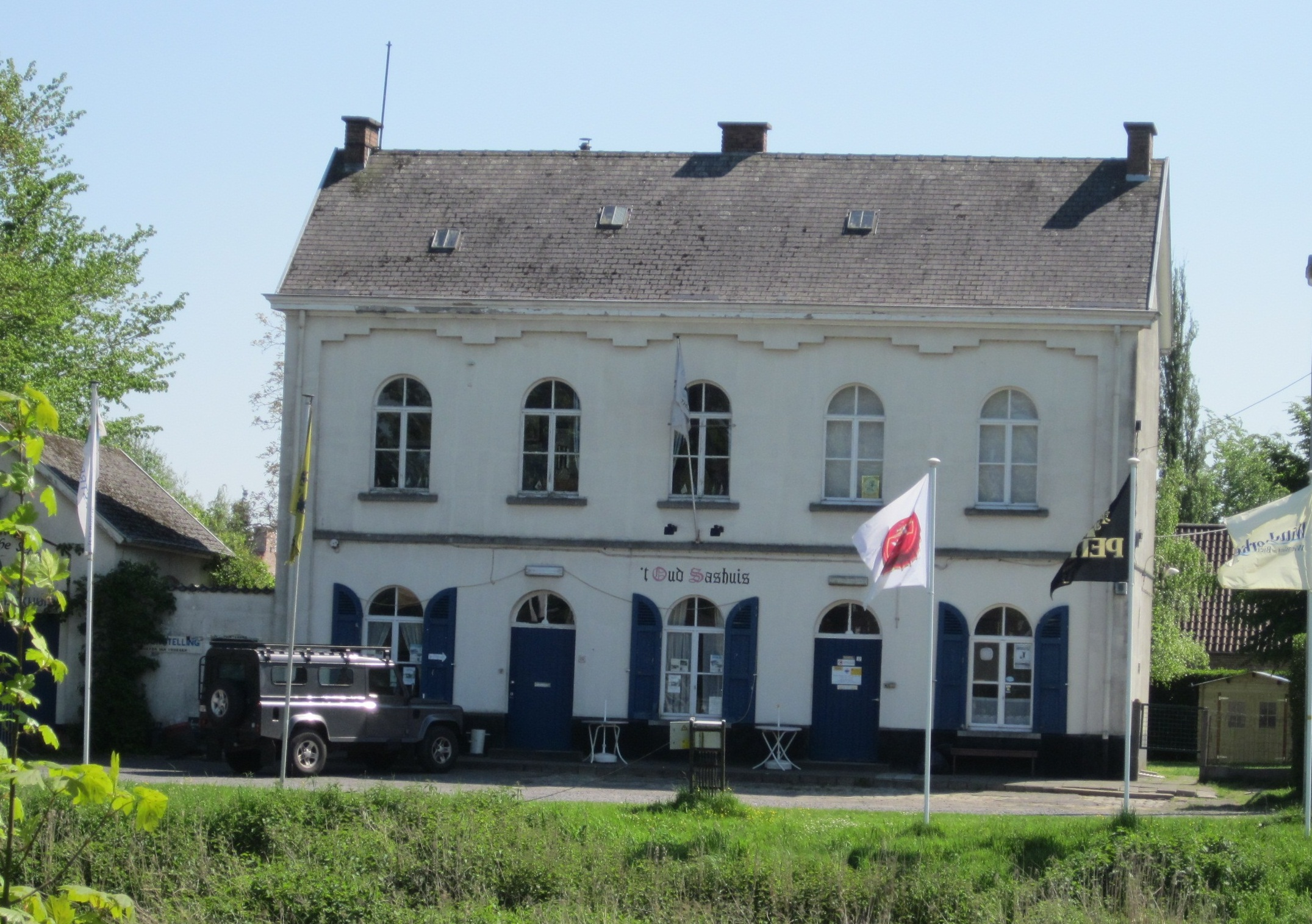
Antiga casa de l'assuter a la resclosa al Leie
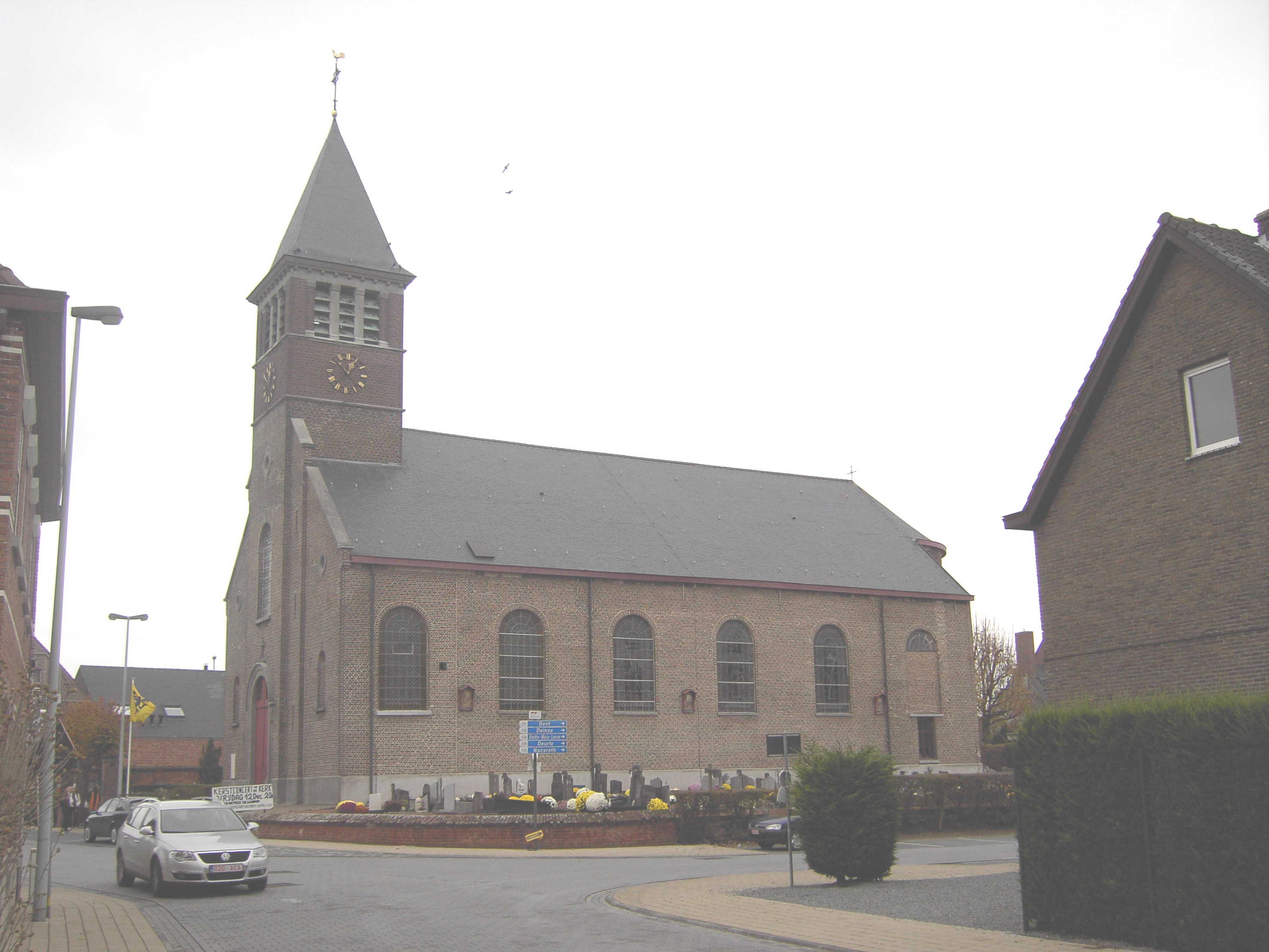
Església

## Persones
- Emile Claus (1849-1924): pintor
- Albert Saverys (1886-1967): pintor
- Hubert Malfait (1898-1971: pintor
- Paul Lowie (1910-1943): cap de la resistència contra l'ocupació alemanya, executat
- Hugo Claus (1929-2008): després de la segona guerra mundial, la família de l'escriptor Claus fa fugir-hi, quan el pare era empresonat per col·laboracionisme